# Santa Maria degli Angeli a Pizzofalcone (Nápoly)
A Santa Maria degli Angeli a Pizzofalcone bazilika Nápoly Pizzofalcone negyedében, a Piazza del Plebiscito fölött.

## Leírása
A bazilikát 1587-ben építették Costanza Doria del Carretto úrhölgy megbízásából, aki a teatinus szerzeteseknek ajándékozta. Mai formáját 1610-ben nyerte el, Francesco Grimaldi újjáépítési munkálatainak köszönhetően. A belső díszítések Giovanni Battista Beinaschi nevéhez fűződnek. Ő festette 1668-1675 között a Szűzanya életét bemutató mennyezetet. A kupola freskójának témája (amely szintén Beinaschi munkája) a Szűz megkoronázása. Az apszis és a kereszthajó festményei Francesco Maria Caselli (17. század).